# 나쁜 산타
《나쁜 산타》(영어: Bad Santa)는 미국에서 제작된 테리 즈와이고프 감독의 2003년 크리스마스 블랙 코미디 범죄 영화이다. 빌리 밥 손턴 등이 출연하였고, 밥 와인스틴 등이 제작에 참여하였다.
속편 《나쁜 산타 2》가 미국에서 2016년 11월 23일 개봉하였다.

## 출연
- 빌리 밥 손턴
- 토니 콕스
- 로런 그레이엄
- 브렛 켈리
- 로런 톰
- 존 리터
- 버니 맥
- 앨릭스 보스틴
- 아제이 나이두
- 빌리 가델
- 브라이언 캘런
- 옥타비아 스펜서
- 라이언 핑크스턴
- 맷 월시
- 이선 필립스
- 클로리스 리치먼

## 기타 제작진
- 공동 제작: 데이비드 크로킷
- 배역: 펄리샤 퍼사노, 메리 버뉴
- 미술: 샤론 시모어
- 의상: 웬디 척

## 같이 보기
- 크리스마스 영화 목록